# 李洪毓
李洪毓（？—？），河南沔阳人，清朝政治人物。捐纳出身。
同治十三年二月，擔任清朝廣東省潮州府豐順縣知縣。后由趙培蘭接任。